# العلاقات الصومالية الفيجية
العلاقات الصومالية الفيجية هي العلاقات الثنائية التي تجمع بين الصومال وفيجي.

## مقارنة بين البلدين
هذه مقارنة عامة ومرجعية للدولتين:
| وجه المقارنة                                              | الصومال                        | فيجي                                                                 |
| --------------------------------------------------------- | ------------------------------ | -------------------------------------------------------------------- |
| المساحة (كم2)                                             | 637.66 ألف                     | 18.27 ألف                                                            |
| عدد السكان (نسمة)                                         | 14.74 مليون                    | 915.30 ألف                                                           |
| الكثافة السكانية (ن./كم²)                                 | 23.12                          | 50.1                                                                 |
| العاصمة                                                   | مقديشو                         | سوفا                                                                 |
| اللغة الرسمية                                             | اللغة الصومالية، اللغة العربية | لغة إنجليزية، اللغة الفيجية، اللغة الفيجي الهندية، اللغة الهندستانية |
| العملة                                                    | شلن صومالي                     | دولار فيجي                                                           |
| الناتج المحلي الإجمالي (بليون دولار)                      | 7.37 مليار                     | 5.06 مليار                                                           |
| الناتج المحلي الإجمالي (تعادل القوة الشرائية) بليون دولار |                                | 8.32 مليار                                                           |
| الناتج المحلي الإجمالي الاسمي للفرد دولار أمريكي          | 549                            | 4.96 ألف                                                             |
| الناتج المحلي الإجمالي للفرد دولار أمريكي                 |                                | 8.79 ألف                                                             |
| مؤشر التنمية البشرية                                      |                                | 0.727                                                                |
| رمز المكالمات الدولي                                      | +252                           | +679                                                                 |
| رمز الإنترنت                                              | .so                            | .fj                                                                  |
| المنطقة الزمنية                                           | ت ع م+03:00                    | ت ع م+12:00                                                          |

## منظمات دولية مشتركة
يشترك البلدان في عضوية مجموعة من المنظمات الدولية، منها:
| علم المنظمة | اسم المنظمة                                 | تاريخ انضمام الصومال | تاريخ انضمام فيجي |
| ----------- | ------------------------------------------- | -------------------- | ----------------- |
|             | الاتحاد البريدي العالمي                     | ?                    | ?                 |
|             | يونسكو                                      | 15 نوفمبر 1960       | 14 يوليو 1983     |
|             | البنك الدولي للإنشاء والتعمير               | 31 أغسطس 1962        | 28 مايو 1971      |
|             | الاتحاد الدولي للاتصالات                    | 28 سبتمبر 1962       | 5 مايو 1971       |
|             | منظمة الشرطة الجنائية الدولية               | ?                    | ?                 |
|             | مؤسسة التمويل الدولية                       | 31 أغسطس 1962        | 12 يوليو 1979     |
|             | الأمم المتحدة                               | 20 سبتمبر 1960       | 13 أكتوبر 1970    |
|             | مجموعة دول أفريقيا والكاريبي والمحيط الهادئ | ?                    | ?                 |
|             | مؤسسة التنمية الدولية                       | 31 أغسطس 1962        | 29 سبتمبر 1972    |
|             | منظمة حظر الأسلحة الكيميائية                | ?                    | ?                 |
|             | المركز الدولي لتسوية المنازعات الاستشارية   | 30 مارس 1968         | 10 سبتمبر 1977    |

## وصلات خارجية
- موقع وزارة الخارجية الصومالية
- موقع وزارة الخارجية الفيجية